# Breaking Bad
Better Call Saul
Breaking Bad ou Breaking Bad : Le Chimiste au Québec est une série télévisée américaine en 62 épisodes de 47 minutes de moyenne, créée par Vince Gilligan, diffusée simultanément du 20 janvier 2008 au 29 septembre 2013 sur AMC aux États-Unis et au Canada, et ensuite sur Netflix.
La série se concentre sur Walter White, un professeur de chimie surqualifié et père de famille, qui, ayant appris qu'il est atteint d'un cancer du poumon inopérable, sombre dans le crime pour assurer l'avenir financier de sa famille. Pour cela, il se lance dans la fabrication et la vente de méthamphétamine avec l'aide de l'un de ses anciens élèves, Jesse Pinkman. L'histoire se déroule à Albuquerque, au Nouveau-Mexique.
Breaking Bad remporte de nombreuses récompenses : 87 Emmy Awards dont quatre du meilleur acteur pour Bryan Cranston, trois de meilleur acteur dans un second rôle pour Aaron Paul, deux de meilleure actrice dans un second rôle pour Anna Gunn, deux de meilleure série télévisée dramatique. Bryan Cranston a été nommé quatre fois au Golden Globe et le remporte en 2014. Il a également été nommé cinq fois au Screen Actors Guild Award, remportant la récompense en 2012 et 2013.
Par ailleurs, Breaking Bad reçoit un large succès critique au fil des saisons. La cinquième saison a eu un score de 99 sur 100 sur le site Metacritic. En 2013, la Writers Guild of America la nomme 13e des séries les mieux écrites de l'histoire de la télévision. Enfin, le magazine The Hollywood Reporter classe Breaking Bad comme la 2e meilleure série américaine derrière Friends, alors que Esquire la place 2e meilleure série dramatique après Les Soprano.

## Synopsis
Walter White, 50 ans, professeur de chimie dans un lycée,  vit avec son fils handicapé Walter Jr. et sa femme enceinte Skyler à Albuquerque, au Nouveau-Mexique. Lorsqu'on lui diagnostique un cancer du poumon en phase terminale, sa vie s'effondre. Il décide alors de mettre en place un laboratoire et de fabriquer de la méthamphétamine pour pouvoir subvenir aux besoins de sa famille en s'associant avec l'un de ses anciens élèves devenu petit trafiquant, Jesse Pinkman.

## Fiche technique
- Titre original et français : Breaking Bad
- Titre québécois : Breaking Bad : Le Chimiste[1]
- Création : Vince Gilligan
- Réalisation : Vince Gilligan, Adam Bernstein, Bryan Cranston, Johan Renck, Terry McDonough, Colin Bucksey, Michelle Maxwell MacLaren, Rian Johnson, etc.
- Scénario : Vince Gilligan, Peter Gould, George Mastras, Sam Catlin, John Shiban, Moira Walley-Beckett, etc.
- Direction artistique : Bjarne Sletteland, Marisa Frantz ; Marisa Frantz et Bjarne Sletteland (directeur de plateau)
- Décors : Robb Wilson King, Mark S. Freeborn
- Costumes : Kathleen Detoro
- Photographie : Michael Slovis, Reynaldo Villalobos, Peter Reniers, Nelson Cragg
- Montage : Kelley Dixon, Skip MacDonald, Lynne Willingham
- Musique : Dave Porter
- Casting : Sharon Bialy, Sherry Thomas
- Production : Melissa Bernstein, Peter Gould, George Mastras, Bryan Cranston, etc. ; Vince Gilligan, Mark Johnson, Stewart Lyons, John Shiban, etc. (déléguée)
- Société de production : Sony Pictures Television
- Sociétés de distribution :
  - AMC (États-Unis)
  - Orange Cinémax et Arte (France)
  - BeTV (région francophone) (Belgique)
  - Fuji TV NEXT (Japon)
- Pays d'origine :  États-Unis
- Langue originale : anglaise
- Format : couleur - 35 mm - 1,78:1 - son Dolby Digital
- Genre : dramatique, comédie noire
- Durée : 45 minutes
- Budget total : 249 millions de dollars
- Classification : Déconseillé aux moins de 10 ans

 Sauf indication contraire, les informations mentionnées dans cette section peuvent être confirmées par la base de données cinématographiques IMDb,  présente dans la section « Liens externes ».
Version française
- Société de doublage : Dubbing Brothers[7],[8]
- Direction artistique : Guillaume Orsat[7],[8]
- Adaptation des dialogues : Laurence Crouzet (saisons 1 et 2), Christine de Chérisey et Sébastien Michel (saisons 3 et 4)[7]
- Enregistrement et mixage : Simon Follain

 Source et légende : version française (VF) sur RS Doublage et Doublage Séries Database

## Distribution

### Acteurs principaux
- Bryan Cranston (VF : Jean-Louis Faure) : Walter « Walt » White / « Heisenberg »
- Aaron Paul (VF : Alexandre Gillet) : Jesse Pinkman
- Anna Gunn (VF : Nathalie Régnier) : Skyler White
- Dean Norris (VF : Jean-François Aupied) : Henry « Hank » Schrader
- RJ Mitte (VF : Pascal Nowak) : Walter White Jr. / « Flynn »
- Betsy Brandt (VF : Florence Dumortier (saisons 1 à 4) puis Brigitte Guedj[8] (saison 5)) : Marie Schrader
- Bob Odenkirk (VF : Cyrille Artaux) : Saul Goodman (récurrent saison 2, principal saisons 3 à 5)
- Jonathan Banks (VF : Féodor Atkine) : Mike Ehrmantraut (invité saison 2, principal saisons 3 à 5)
- Giancarlo Esposito (VF : Thierry Desroses) : Gus Fring (récurrent saison 2, principal saisons 3 et 4)
- Laura Fraser (VF : Rafaèle Moutier) : Lydia Rodarte-Quayle (récurrente première partie saison 5, principale deuxième partie saison 5)
- Jesse Plemons (VF : Yoann Sover) : Todd Alquist (récurrent première partie saison 5, principal deuxième partie saison 5)

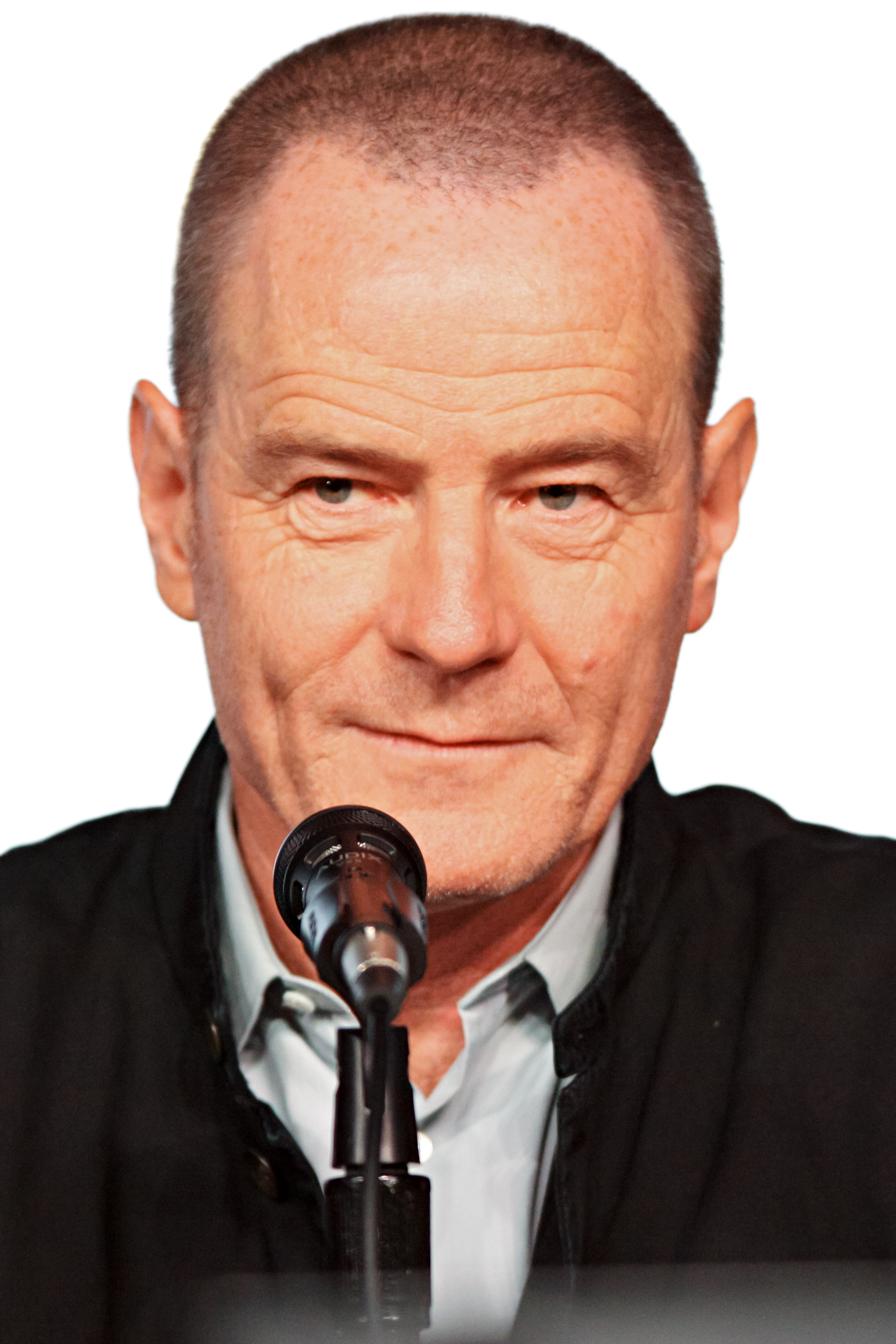
Bryan Cranston interprète Walter « Walt » White
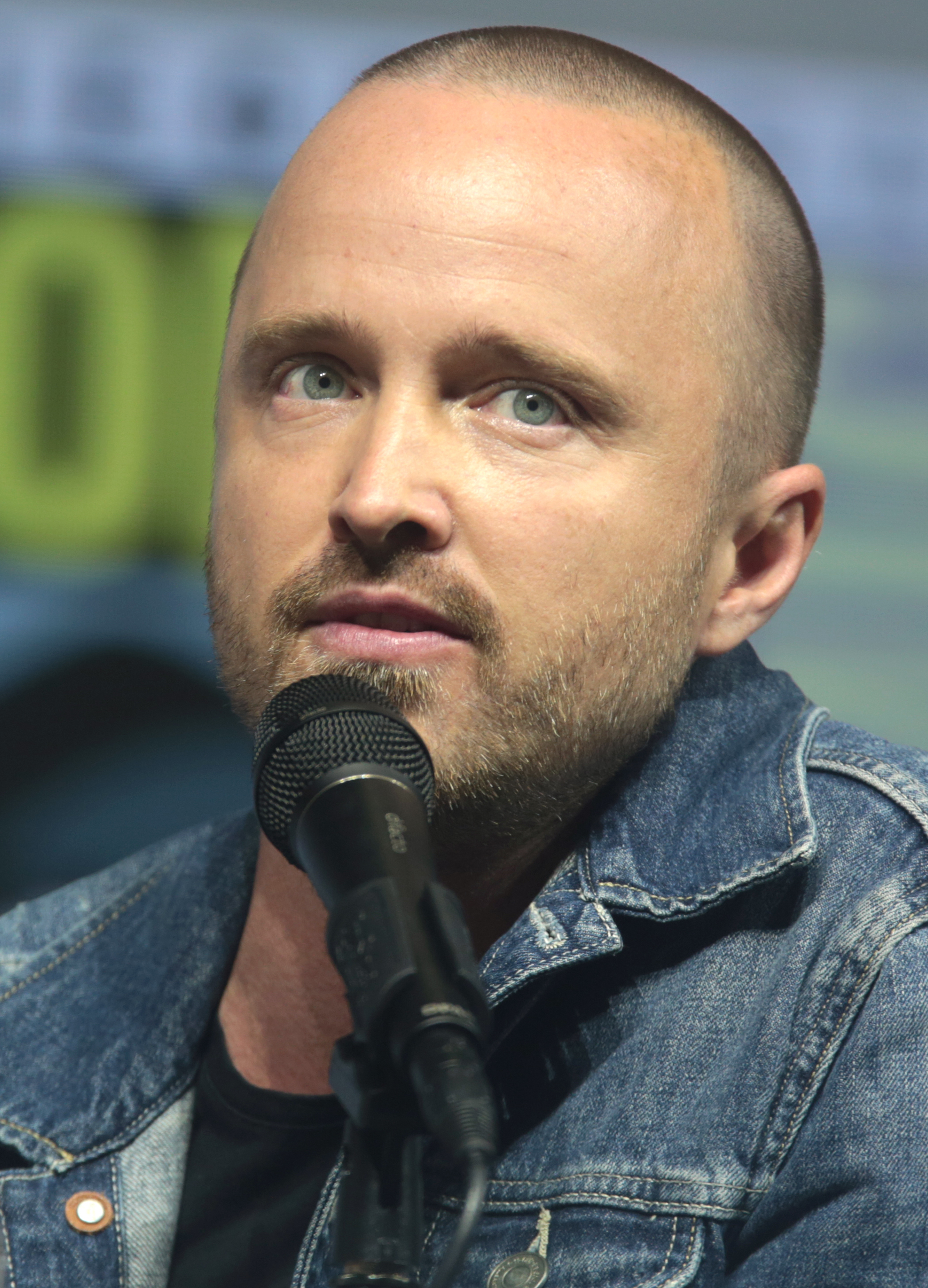
Aaron Paul interprète Jesse Pinkman
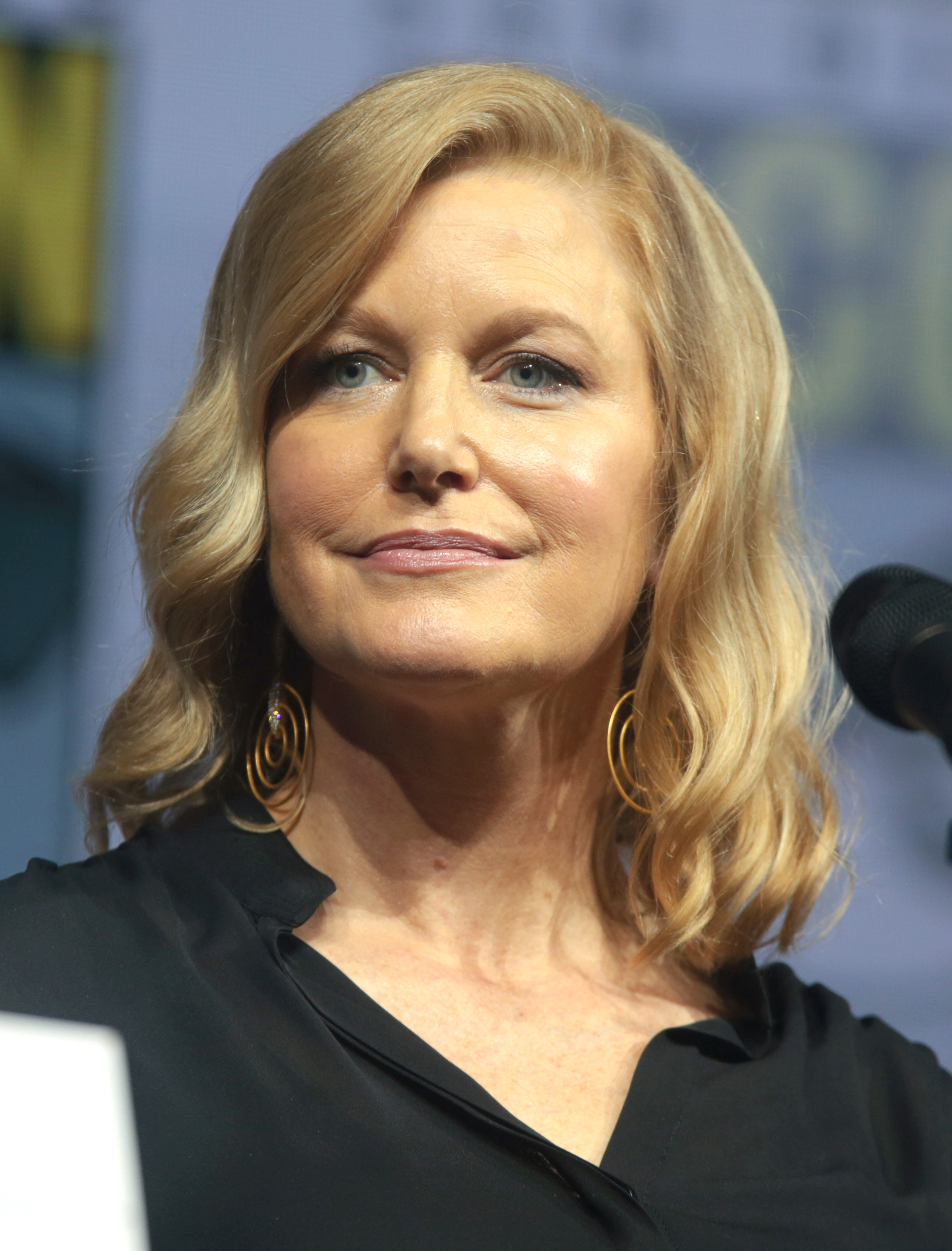
Anna Gunn interprète Skyler White
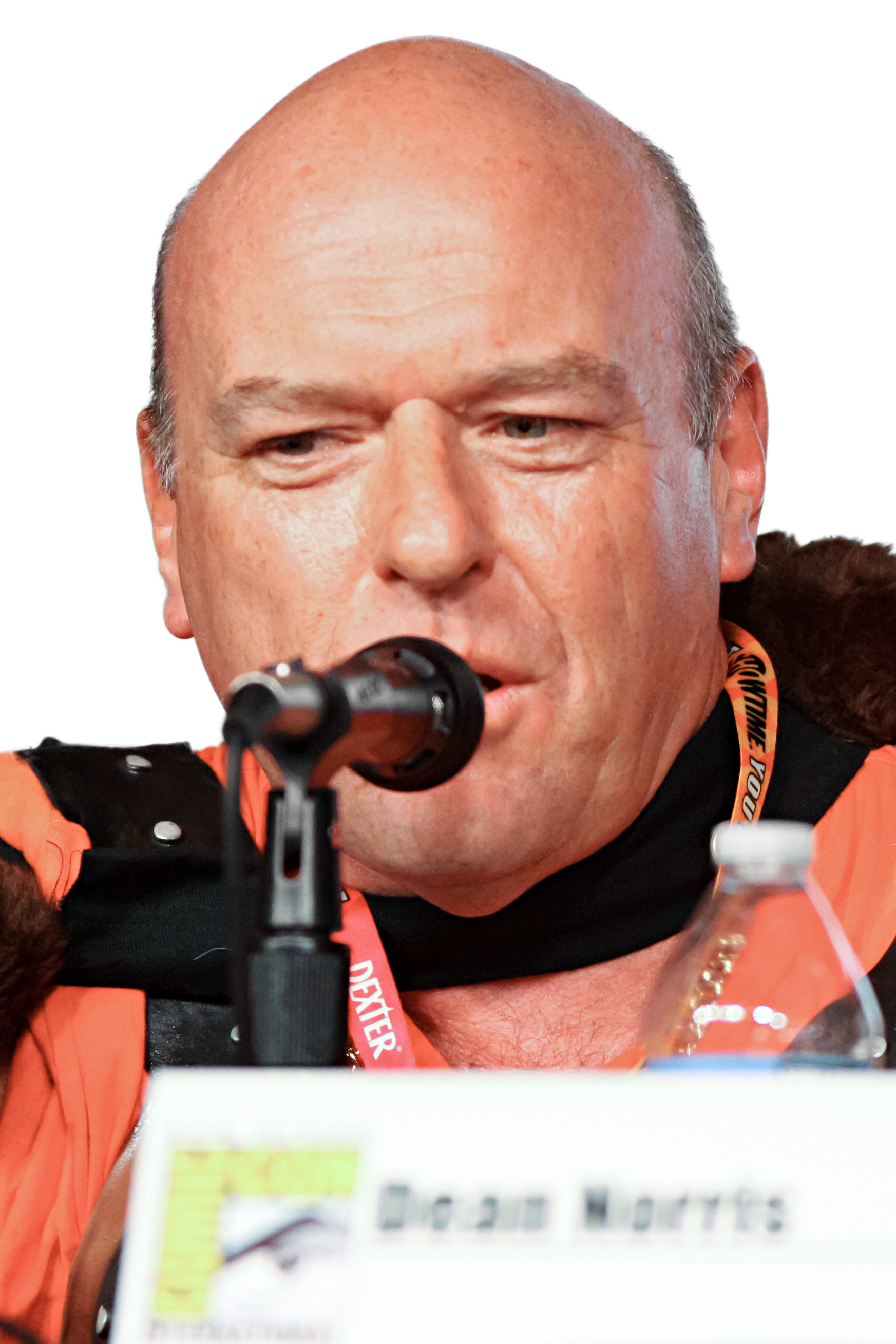
Dean Norris interprète Henry « Hank » Schrader
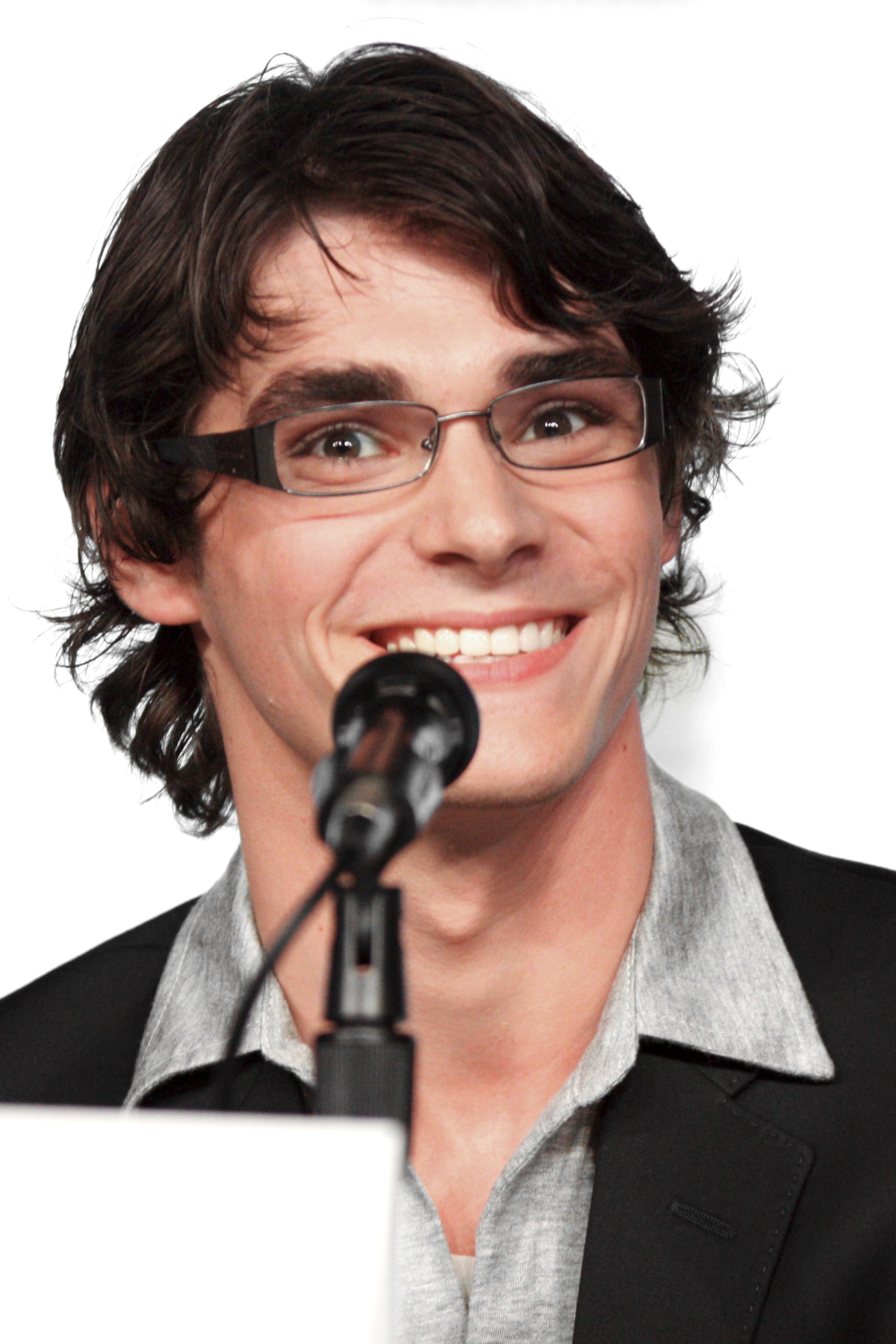
RJ Mitte interprète Walter White Jr.

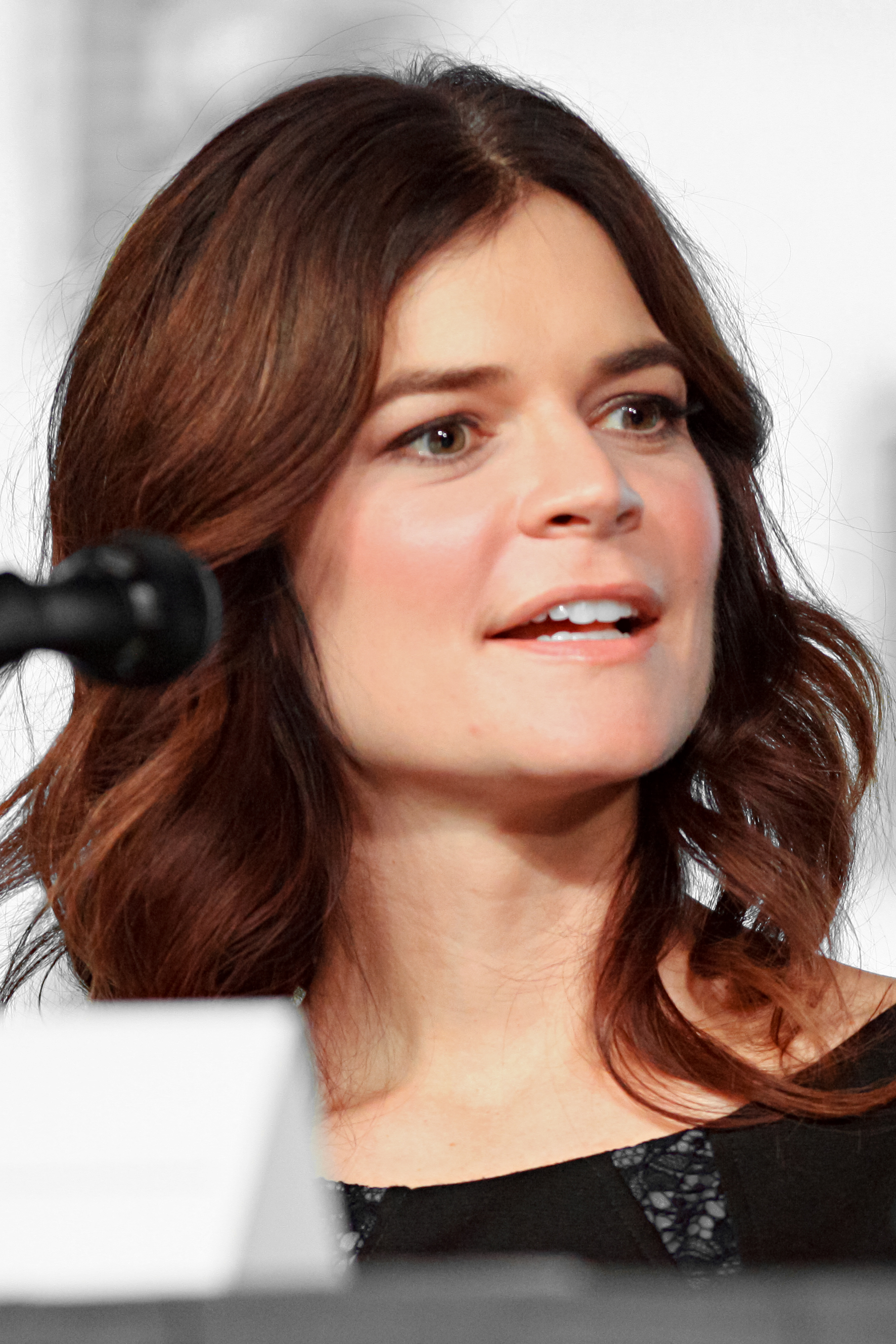
Betsy Brandt interprète Marie Schrader
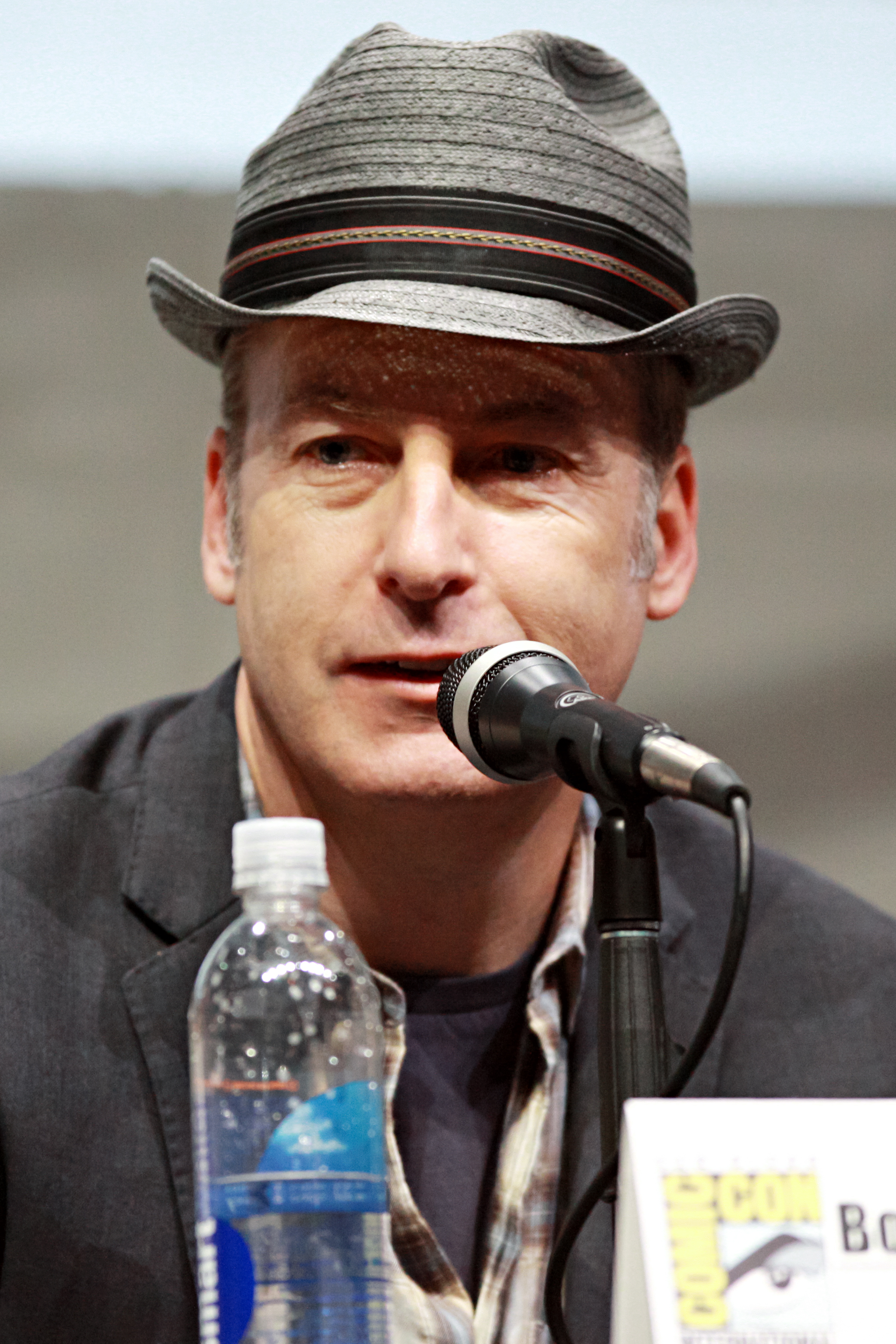
Bob Odenkirk interprète Saul Goodman
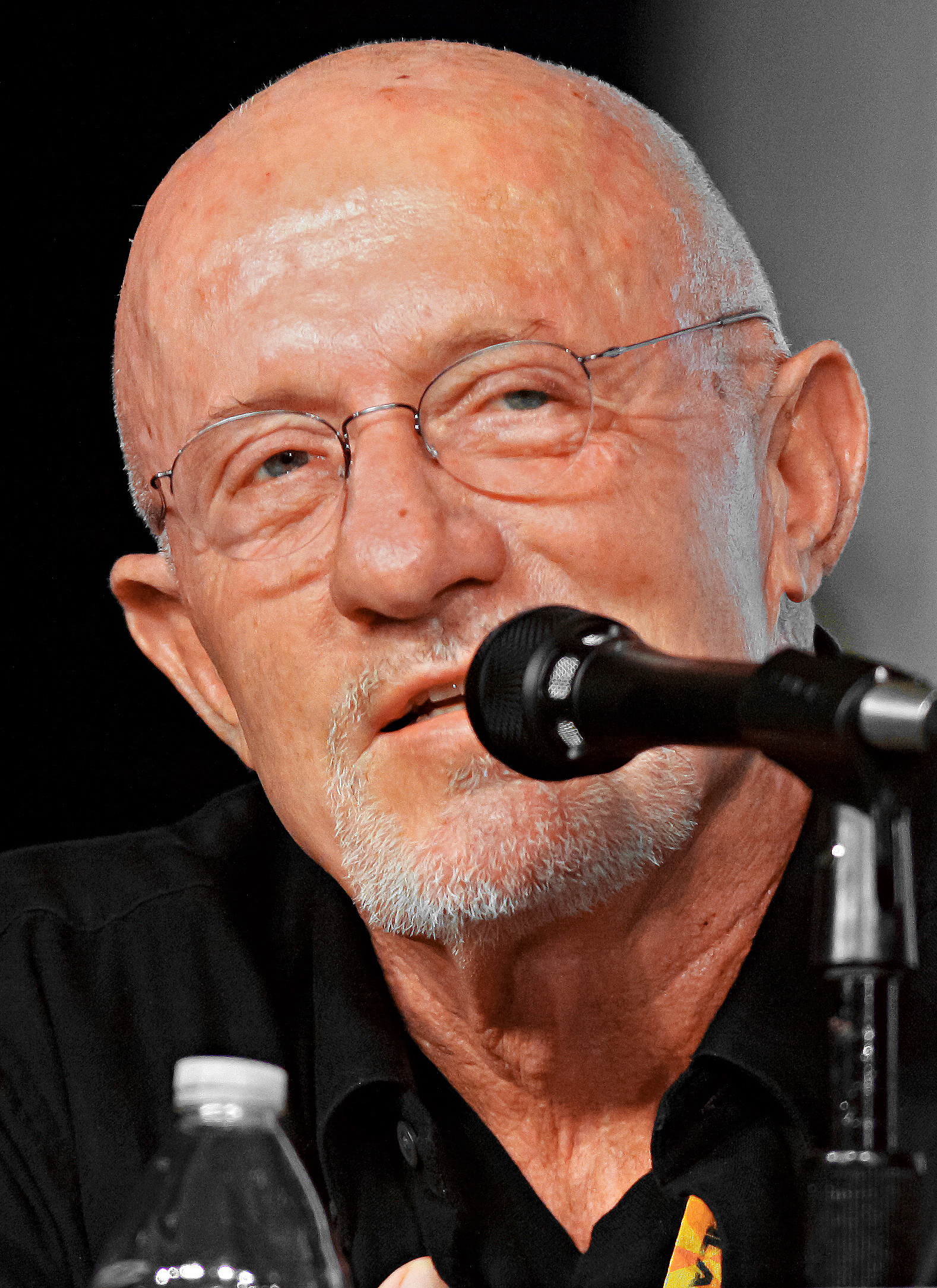
Jonathan Banks interprète Mike Ehrmantraut
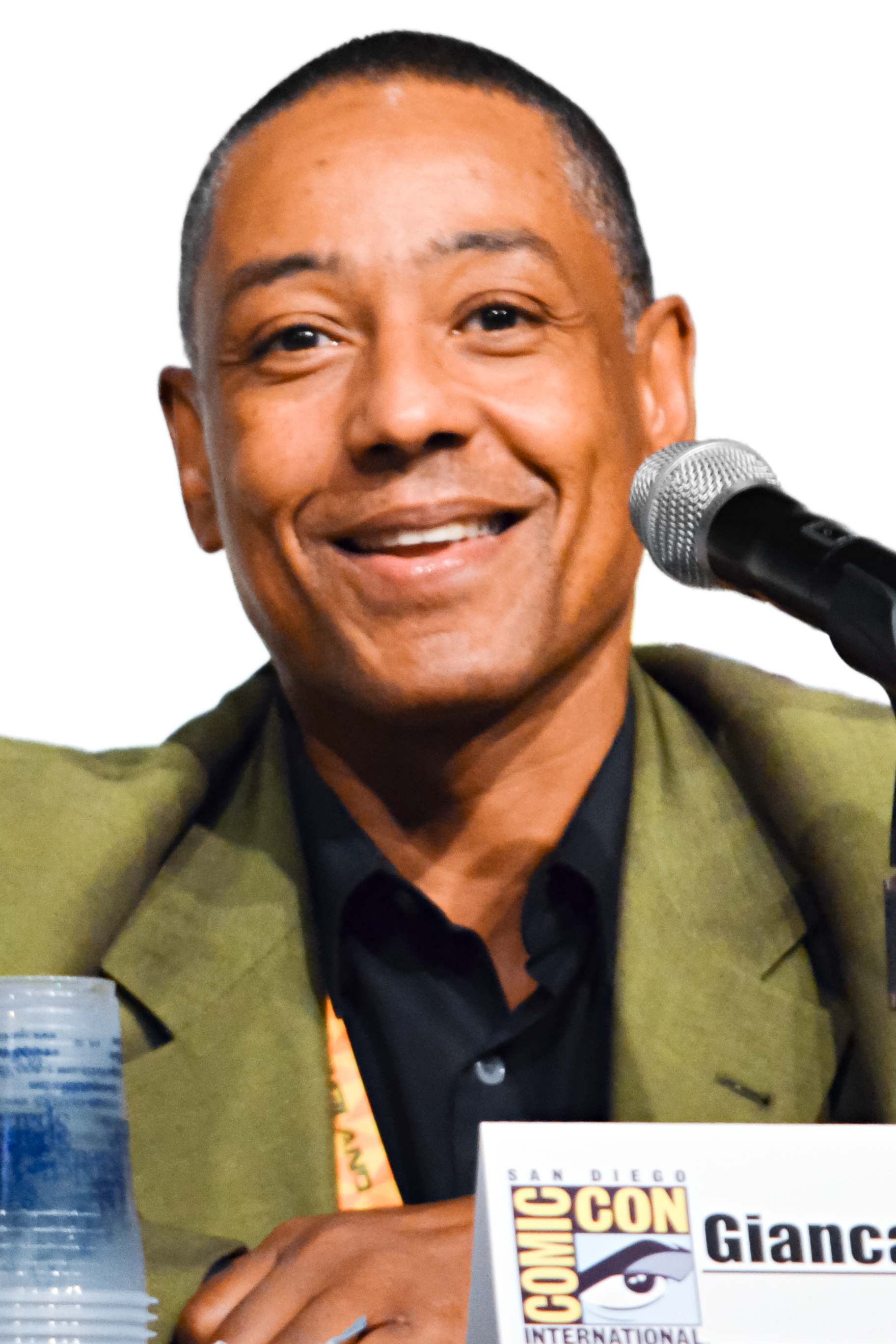
Giancarlo Esposito interprète Gus Fring
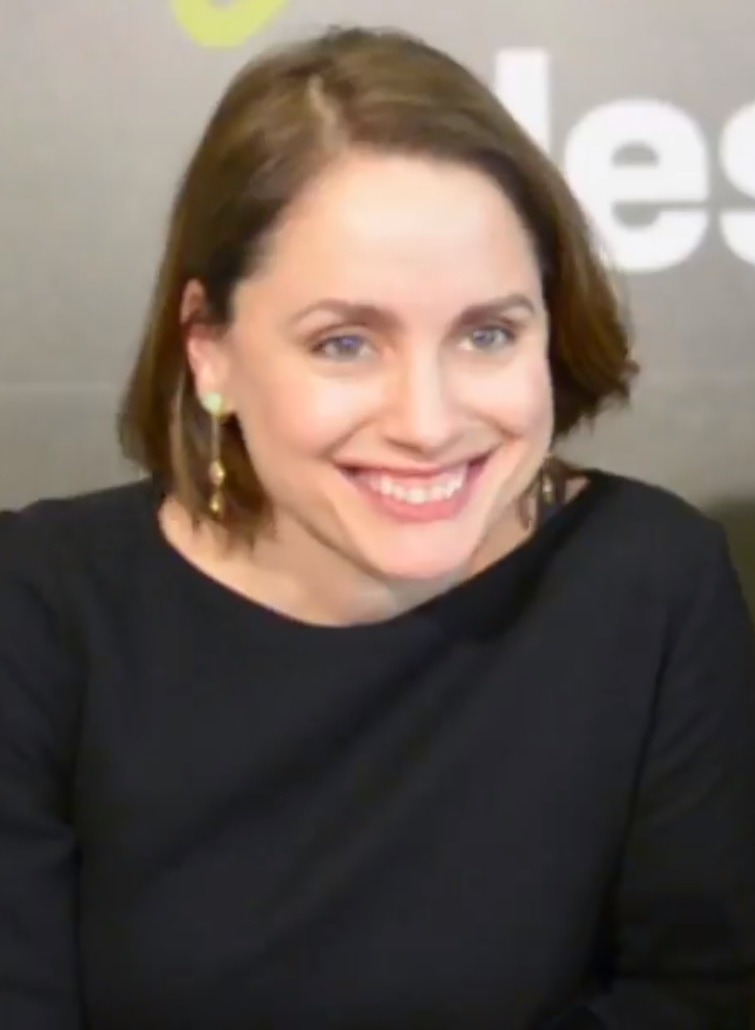
Laura Fraser interprète Lydia Rodarte-Quayle
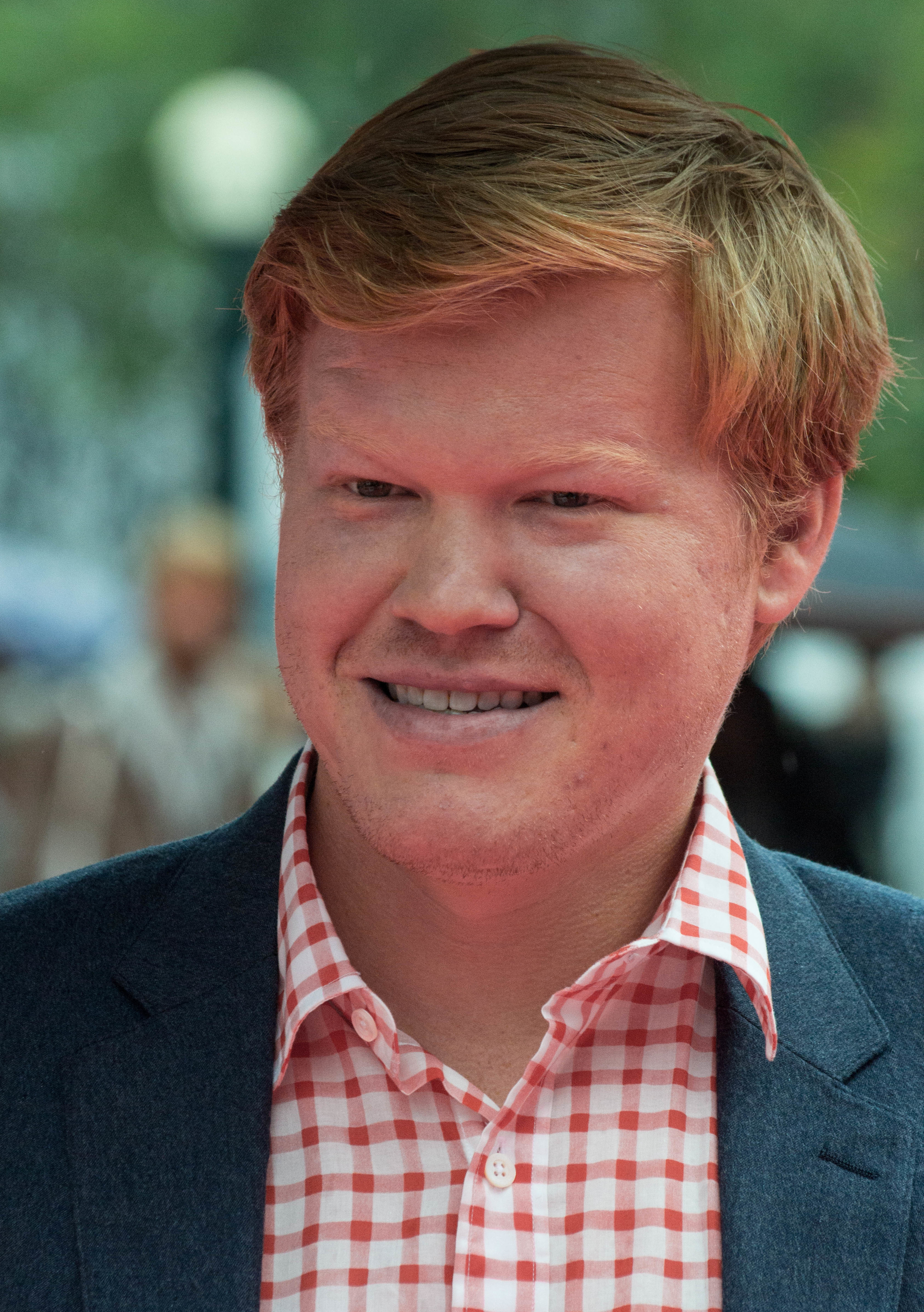
Jesse Plemons interprète Todd Alquist

### Acteurs récurrents
- Steven Michael Quezada (VF : Éric Etcheverry (saisons 1 à 3) puis Jean-François Vlérick (saisons 4 et 5)) : Steven Gomez (saisons 1 à 5)
- Matt L. Jones (VF : Jérôme Pauwels) : Brandon « Badger » Mayhew (saisons 1 à 5)
- Charles Baker (VF : Cédric Dumond) : Skinny Pete (saisons 1 à 5)
- Carmen Serano (VF : Sophie Baranes) : Carmen (saisons 1 à 3 et 5)
- Rodney Rush (VF : Charles Pestel) : Christian « Combo » Ortega (saisons 1 à 3)
- Tess Harper (VF : Martine Irzenski) : Mme Pinkman (saisons 1 à 3)
- Michael Bofshever (VF : Guy Lamarque) : M. Pinkman (saisons 1 à 3)
- Julia Minesci (VF : Michèle Buzynski) : Wendy (saisons 1 à 3)
- Raymond Cruz (VF : Jérôme Rebbot) : Tuco Salamanca (saisons 1 et 2)
- Krysten Ritter (VF : Kelly Marot) : Jane Margolis (saisons 2 et 3)
- Christopher Cousins (VF : Guy Chapellier) : Ted Beneke (saisons 2 à 5)
- Mark Margolis : Don Hector « Tio » Salamanca (saisons 2 à 4)
- Michael Shamus Wiles (VF : Bernard Tiphaine) : George Merkert, le chef de la DEA (saisons 2 à 5)
- Chris Freihofer (VF : Thierry Kazazian) : Dan Wachsberger (saison 5)
- Louis Ferreira (VF : Marc Saez) : Declan (saison 5)
- Michael Bowen (VF : Serge Blumenthal) : Jack Welker (saison 5)
- Kevin Rankin (VF : Emmanuel Karsen) : Kenny (saison 5)
- Robert Forster (VF : Patrick Raynal) : Ed (saison 5)

### Acteurs secondaires
- Max Arciniega (VF : Anatole de Bodinat) : Domingo Gallardo « Krazy 8 » Molina (saison 1)
- John Koyama (VF : Emmanuel Karsen) : Emilio Koyama (saison 1)
- Benjamin Petry : Jake Pinkman (saison 1)
- William Sterchi (VF : Frédéric Norbert) : Le manager (saison 1)
- David House (VF : Frantz Confiac) : Dr Delcavoli (saisons 1 et 2)
- César García : No-Doze (saisons 1 et 2)
- Jesus Payan Jr. : Gonzo (saisons 1 et 2)
- Adam Godley (VF : Gabriel Le Doze) : Elliott Schwartz (saisons 1 et 5)
- Jessica Hecht (VF : Véronique Soufflet) : Gretchen Schwartz (saisons 1, 2 et 5)
- Caleb Jones : Louis (saisons 1, 2 et 3)
- John de Lancie (VF : Philippe Catoire) : Donald Margolis (saisons 2 et 3)
- Danny Trejo : Tortuga (saisons 2 et 3)
- Tom Kiesche (en) (VF : Fabrice Lelyon) : Clovis (saisons 2 et 3)
- Angelo Martinez : Tomas (saisons 2 et 3)
- Mike Seal et Antonio Leyba : « Les Rivaux » (saisons 2 et 3)
- Jeremiah Bitsui (en) (VF : Nicolas Beaucaire) : Victor (saisons 2 à 4)
- Nigel Gibbs (VF : Jo Doumerg (saison 2) puis Philippe Dumond[8] (saison 4)) : inspecteur Tim Roberts (saisons 2 et 4)
- Tina Parker (VF : Isabelle Bules) : Francesca (saisons 2 et 4)
- Todd Terry (VF : Christophe Galland) : agent spécial Ramey (saison 2)
- Luis Moncada et Daniel Moncada : Marco et Leonel Salamanca, « Les Cousins » (saison 3)
- Javier Grajeda (VF : Wladimir Beltran) : Juan Bolsa (saison 3)
- Larry Hankin (VF : Michel Ruhl) : Joe (saisons 3 et 5)
- Julie Dretzin (VF : Josy Bernard) : Pamela (saison 3)
- James Ning (VF : Michel Tugot-Doris) : Duane Chow (saison 3 et 5)
- David Costabile (VF : Bernard Gabay) : Gale Boetticher (saisons 3 et 4)
- Emily Rios (VF : Célia Asensio) : Andrea (saisons 3, 4 et 5)
- Jere Burns (VF : Guillaume Orsat) : le leader du groupe d'entraide (récurrent saison 3 et invité saison 4)
- Ian Posada (VF : Valentin Cherbuy(saisons 3 et 4) puis Louis Carballo-Jacques (saison 5)) : Brock Cantillo (saisons 3, 4 et 5)
- Steven Bauer : Don Eladio (saison 4)
- Jim Beaver (VF : Jacques Bouanich) : Lawson (saisons 4 et 5)
- Lavell Crawford (VF : Alexandre Guansé) : Huell Babineaux (saisons 4 et 5)
- Bill Burr (VF : Alexis Manuel) : Kuby (saisons 4 et 5)
- Jeremy Howard (VF : Airy Routier) : Sketchy (saison 4)
- Ray Campbell (VF : Bruno Dubernat) : Tyrus Kitt (saison 4)
- Mike Batayeh (VF : Xavier Béja) : Dennis Markowski (saison 4)
- Gonzalo Menendez (VF : Vincent Violette) : inspecteur Kalanchoe (saisons 4 et 5)
- Jason Douglas (VF : Emmanuel Gradi) : inspecteur Munn (saisons 4 et 5)
- Maurice Compte : Gaff (saison 4)
- Bruce McKenzie : Dave (saison 5)

## Production

### Explication du titre
L'acteur Bryan Cranston a indiqué que « le terme breaking bad est une expression familière du Sud signifiant sortir du droit chemin et "mal tourner", soit pour un temps, soit pour la vie. » .
L'expression est utilisée dans le premier épisode, lorsque Jesse s'interroge sur les motivations poussant Walter à se lancer dans la production de méthamphétamine (« Man, some straight like you, giant stick up his ass, all of a sudden at age, what, 60, he's just gonna break bad? ») ; dans la version française, la traduction est « partir en vrille ».

### Développement
La série est créée par Vince Gilligan, qui a écrit pendant plusieurs années la série X-Files : Aux frontières du réel. Il souhaitait réaliser ensuite une série où le personnage principal change de position. Il a déclaré : « Television is historically good at keeping its characters in a self-imposed stasis so that shows can go on for years or even decades. » (« Historiquement, la télévision s'est toujours bien débrouillée pour maintenir ses personnages dans un état de statu quo, de façon que les séries puissent continuer pendant des années, voire des décennies. »)
Après avoir annoncé le lancement du pilote de la série, la chaîne a commandé une première saison composée de neuf épisodes qui n'en comporte finalement que sept, en raison de la grève de la Writers Guild of America lors de l'année 2007-2008.
À la mi-août 2011, la chaîne AMC, à la suite des négociations avec Sony Pictures, a annoncé une commande de seize épisodes afin de clore la série pour une diffusion en juillet 2012.
Contrairement aux autres, cette cinquième et ultime saison sera divisée en deux parties : les huit premiers épisodes ont été diffusés à partir de juillet 2012, les derniers en 2013.
En septembre 2013, il est annoncé que les deux derniers épisodes de la série seront prolongés de 15 minutes chacun, soit environ 60 minutes par épisode (sans compter la publicité, pour la version originale).

### Attribution des rôles
En mai 2012, l'acteur Jesse Plemons a obtenu un rôle récurrent pour la cinquième saison.
En juin 2012, l'actrice Laura Fraser a obtenu un rôle récurrent pour la cinquième saison.
En août 2013, AMC a confirmé que les acteurs Jesse Plemons et Laura Fraser obtenaient le statut d'acteurs principaux lors de la deuxième partie de la cinquième saison,.

### Tournage

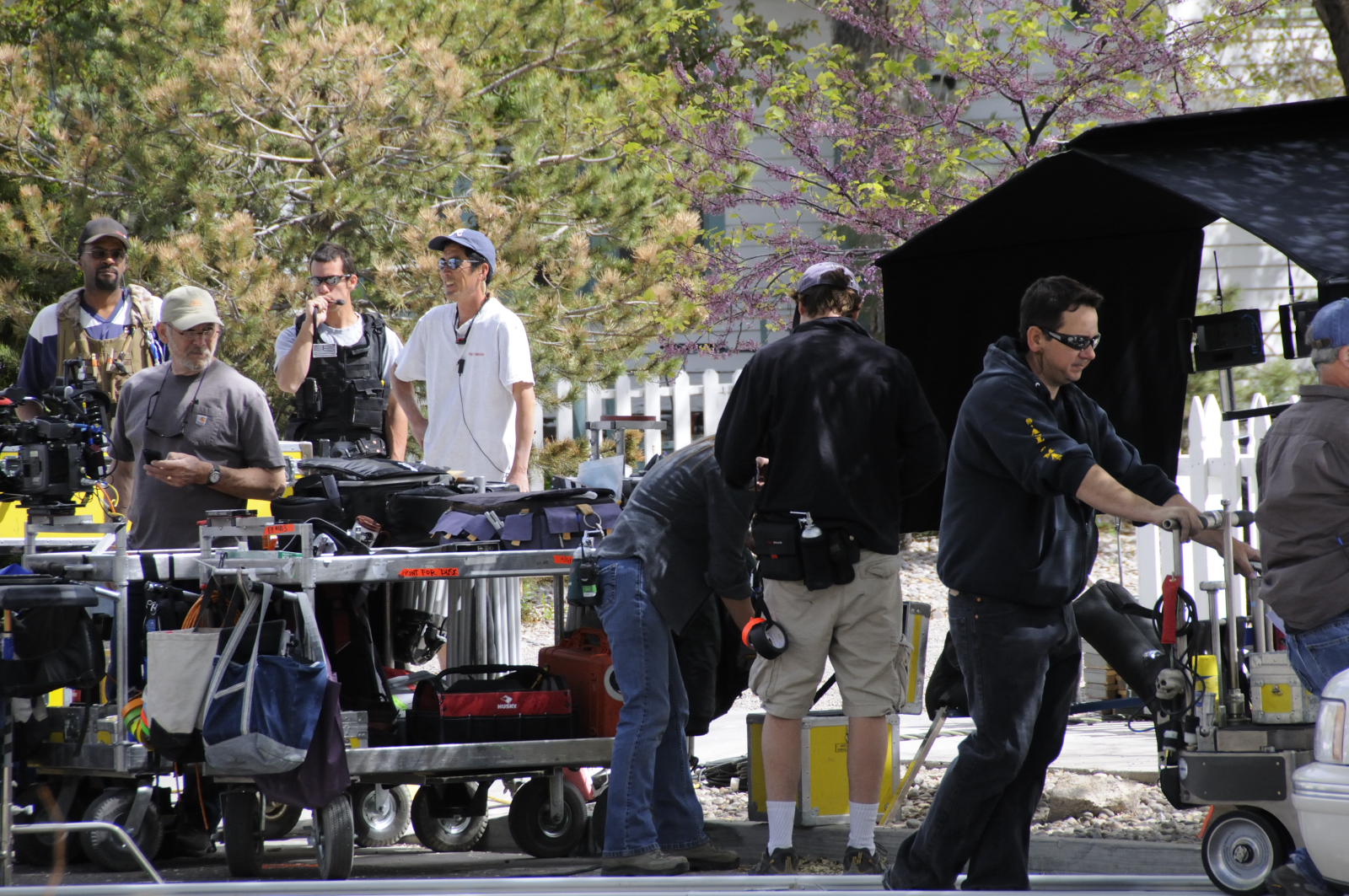
Tournage de Breaking Bad en 2011

La série est tournée à Albuquerque, au Nouveau-Mexique, États-Unis. Si les premiers scripts de la série plaçaient l'intrigue en Californie, les coûts de production ont poussé Vince Gilligan à changer d'État pour le tournage, avant d'y situer finalement le lieu de la série.
La maison de Walter White se situe au 3828 Piermont Dr NE, à Albuquerque au Nouveau Mexique. Celle des parents de Jesse Pinkman, au 322 16th Street Southwest à Albuquerque. L'appartement de Jesse Pinkman se situe au Lead Ave. SE & Terrace St. SE à Albuquerque. La maison de Hank et Marie se situe au 4901 Cumbre Del Sur Court NE à Albuquerque.

### Budget
Le budget de la série est de 3,2 millions de dollars américains par épisode, ce qui est relativement élevé pour une série de chaîne câblée.
Lors du tournage de la troisième saison, le manque de budget, à la suite de scènes tournées loin des lieux habituels, a contraint la série à concentrer un épisode sur la relation entre Walter et Jesse Pinkman (saison 3, épisode 10 : Fly, La Mouche en français), coincés dans un décor unique, minimisant ainsi les coûts de production (bottle episode).

### Diffusion internationale
- En version originale
  -  États-Unis /  Canada : depuis le 20 janvier 2008 sur AMC
  -  Royaume-Uni : saison 1 et 2 sur FX, abandon à la suite de faibles audiences[24]

En version française
- -  France : depuis le 20 octobre 2009 sur Orange Cinémax et le 9 octobre 2010 sur Arte en version multilingue (V. M.) Elle est également accessible sur Netflix en intégralité.
  -  Belgique : depuis le 29 octobre 2009 sur Be Séries
  -  Québec : depuis le 27 octobre 2011 sur AddikTV[25]
  -  Suisse : diffusion indéterminée

### Dates de diffusion et titre international de la série
| Pays               | Nom (si différent)             | Date de première diffusion |
| ------------------ | ------------------------------ | -------------------------- |
| Allemagne          |                                | 9 octobre 2010             |
| Australie          |                                | 28 août 2008               |
| Belgique           |                                |                            |
| Bulgarie           | В обувките на Сатаната         | 19 décembre 2010           |
| Brésil             | Breaking Bad: A Química do Mal |                            |
| Estonie            | Halvale Teele                  |                            |
| Espagne            |                                | 11 mars 2009               |
| États-Unis         |                                | 20 janvier 2008            |
| Finlande           |                                | 1er janvier 2009           |
| France             |                                | 20 octobre 2009            |
| Croatie            | Na putu prema dolje            |                            |
| Hongrie            | Totál szívás                   | 1er février 2011           |
| Israël             | Shover shurot                  |                            |
| Iran               | Bad Biari                      |                            |
| Ligue arabe        | Iḵtilāl ḍāll                   |                            |
| Japon              | Bureikingu baddo               |                            |
| Lituanie           | Brestantis blogis              |                            |
| Pays-Bas           |                                | 2 janvier 2012             |
| Portugal           | Ruptura Total                  |                            |
| Serbie             | Čista hemija                   |                            |
| Suède              |                                | 18 mai 2008                |
| République tchèque |                                | 14 janvier 2011            |
| Royaume-Uni        |                                | 28 septembre 2008          |
| Russie             | Во все тяжкие                  |                            |
| Slovénie           | Kriva pota                     |                            |
| Vietnam            | Bien Chat                      |                            |

## Épisodes
La série compte cinq saisons et 62 épisodes.

### Première saison (2008)
Walter White, professeur de chimie dans un lycée de 50 ans, vit avec son fils handicapé Walter Jr. et sa femme enceinte Skyler à Albuquerque, au Nouveau-Mexique. Le jour de son cinquantième anniversaire, les médecins lui diagnostiquent un cancer du poumon en phase terminale et inopérable. Quand son beau-frère, l'agent spécial de la DEA Hank Schrader, lui parle des sommes d'argent colossales brassées par le marché de la drogue, il décide, au vu des difficultés financières de sa famille, de fabriquer et vendre de la méthamphétamine pour pouvoir subvenir aux besoins de sa famille après sa mort. Il s'associe avec Jesse Pinkman, un de ses anciens élèves devenu junkie et dealer. Le duo se met à fabriquer la drogue dans un vieux camping car transformé en laboratoire itinérant. Grâce à ses connaissances et ses compétences  poussées en chimie, Walter produit une drogue presque parfaite (rapidement surnommée la "Blue Sky", en raison de sa pureté et sa couleur bleue),  tandis que Jesse se charge de la distribution. Les deux hommes seront rapidement dépassés par leur double vie et devront faire face à la violente réalité du milieu de la drogue, qui les plongera dans une longue descente aux enfers.

### Deuxième saison (2009)
Walter commence à se faire un nom dans le milieu de la drogue, sous le pseudonyme d'Heisenberg. Sa nouvelle double vie manque à maintes reprises d'être découverte par sa famille, à qui il finit par avouer son cancer. Skyler, inquiète, décide de reprendre son ancien travail de comptable, alors qu'elle est à huit mois de grossesse. Mais ses soupçons envers son mari sont de plus en plus insistants. Walt et Jesse décident de monter leur propre affaire de trafic de drogue. Hank est sur la trace de Heisenberg sans savoir qu'il s'agit de son beau-frère Walter White. La confiance de Walter en Jesse s'effrite lorsque celui-ci commence à consommer de la drogue excessivement. Jesse commence une histoire d'amour avec Jane, sa voisine, ancienne toxicomane, qui replonge dans l'héroïne. Jesse commet une grave erreur en lui dévoilant les secrets de son activité illégale : elle décide de faire chanter Walter. Alors que ce dernier entre chez Jesse, il découvre Jane en overdose en train de s'étouffer et décide de la laisser mourir. Après cette mort, Jesse entre en dépression tandis que le père de Jane, contrôleur aérien, distrait par la douleur de la perte de sa fille, provoque la collision de deux avions au-dessus de la ville, entraînant des centaines de morts. À la suite du traitement, le cancer de Walter se révèle opérable. Sous l'effet de l'anesthésie, Walter révèle involontairement à son épouse qu'il cache bien un secret.

### Troisième saison (2010)
Skyler, qui a donc appris que son mari menait une double vie, devine qu'il est un trafiquant de drogue. Elle demande le divorce, mais promet de ne pas révéler son secret. Par vengeance, elle entreprend une liaison avec son patron, Ted, qui lui demande de l'aide pour cacher au fisc les fraudes dans les comptes de son entreprise.
Jesse, sorti de la cure de désintoxication où l'a placé Walter, essaie de convaincre celui-ci de reprendre le trafic. C'est Gustavo Fring, dit Gus, éminent trafiquant sous la respectable couverture de directeur d'une chaîne de restaurants, qui y parvient. White est associé avec un nouveau chimiste, Gale.
Hank, toujours sur la trace d'« Heisenberg », devient de plus en plus dangereux. L'étau se resserre sur Walter, qui oblige Jesse à tuer Gale pour sauver sa propre vie.

### Quatrième saison (2011)
Walter essaye de retrouver une certaine stabilité dans sa vie professionnelle, tandis que Jesse, tourmenté par la mort de Gale, va plus mal que jamais et replonge dans les drogues. Gustavo lui confie de nouvelles tâches qu'il doit accomplir avec Mike, le séparant ainsi de Walter, qui n'accepte pas cette situation, craignant pour la sécurité de son partenaire. Jesse retrouve un certain équilibre et la confiance en lui.
Mais le cartel mexicain souhaite récupérer le territoire nouvellement acquis par Gustavo. Celui-ci doit coopérer dans un premier temps, afin d'empêcher qu'une guerre totale n'affaiblisse son commerce, alors que la DEA et Hank Schrader commencent à le soupçonner. Après une violente dispute avec Walter, qui lui fait de moins en moins confiance, Jesse part au Mexique pour transmettre au cartel leur savoir-faire et la recette de la blue meth. Au cours d'une fête scellant la réconciliation entre les deux camps, Gus empoisonne tous les membres du cartel. Toutefois, Mike et lui n'en sortent pas indemnes, et Jesse s'illustre en leur sauvant la vie.
Gus rentre avec Jesse aux États-Unis, laissant Mike au Mexique se rétablir de sa blessure. Il lui fait part de son désir de se débarrasser de Walter, ce à quoi le jeune homme s'oppose fermement, malgré leur conflit. Gus menace alors Walter de tuer son épouse et ses enfants s'il tente de renouer contact avec Jesse. Walter, le dos au mur, décide de « disparaître » grâce à l'aide de son avocat Saul Goodman. Mais à la suite de l'empoisonnement du fils de la nouvelle amie de Jesse, qui semble imputable à Gus, Jesse renoue avec Walter dans le projet de tuer Gus ; on apprend plus tard que c'est un coup monté par Walt pour opposer Jesse à Gus.

### Cinquième saison (2012-2013)
Walt, après avoir provoqué la mort de Gustavo « Gus » Fring, décide de poursuivre la production de métamphétamine avec Jesse et Mike, car il a perdu la majeure partie de l'argent accumulé lors de sa collaboration avec Gus, son épouse Skyler ayant donné à son employeur Ted 600 000 dollars pour rembourser le fisc.
La relation entre Walt et son épouse se détériore de plus en plus : celle-ci, traumatisée par l'assassinat de Gus, envoie leurs enfants vivre en sécurité chez Hank et Marie.
La DEA découvre une liste de contacts de Gus, et décide de les interroger dans le cadre de l’enquête sur son trafic de drogues. Ce faisant, l’étau se resserre sur Mike, qui décide de fuir le pays. Mais une altercation avec Walt tourne mal et ce dernier l’assassine. Jesse se retire et Walt engage une bande pour assassiner les témoins restants.
Désormais libre de toute concurrence, Walt reprend le trafic de plus belle et s’exporte même en Europe, avec l'aide de contacts de Mike et de Saul Goodman. Mais la quantité d'argent générée est trop importante pour être blanchie par la seule station de lavage, Walt prend donc sa retraite sous les supplications de Skyler, ce qui permet le retour des enfants à la maison.
Alors que le calme semble être revenu, Hank découvre par hasard la vraie identité d'Heisenberg, et va se mettre à la chasse de preuves pouvant inculper son beau-frère, aidé par Jesse qui veut faire tomber Walt après avoir découvert sa responsabilité dans l'empoisonnement de Brock. Dans un premier temps déjoué, Hank parvient à arrêter son beau-frère mais une confrontation inattendue avec les tueurs à gage de Walt va survenir, durant laquelle Hank est tué et Jesse capturé. Libéré mais dépouillé de quasiment toute sa fortune (80 millions de dollars), bien que ses anciens hommes de main lui en aient laissé 10 millions, renié par sa famille et recherché par la police, Walt quitte Albuquerque pour le New Hampshire sous une nouvelle identité.
Isolé du monde pendant de long mois, se soignant comme il peut de son cancer qui est revenu, Walt décide de se rendre. Mais il se ravise et retourne à Albuquerque régler ses comptes. Tout d’abord, il s'arrange pour que les 9,7 millions de dollars qui lui restent soient versés à son fils lorsque ce dernier aura 18 ans. Il fait ensuite ses adieux à Skyler, à qui il révèle les coordonnées GPS des corps de Hank et de son collègue Steven « Steve » Gomez, lui aussi tué dans l'attaque, qui lui serviront à lever les charges contre elle. Enfin, il venge Hank et libère Jesse de ses ravisseurs. Mortellement blessé par balle, Walt meurt dans le laboratoire à l’arrivée de la police.

## Personnages

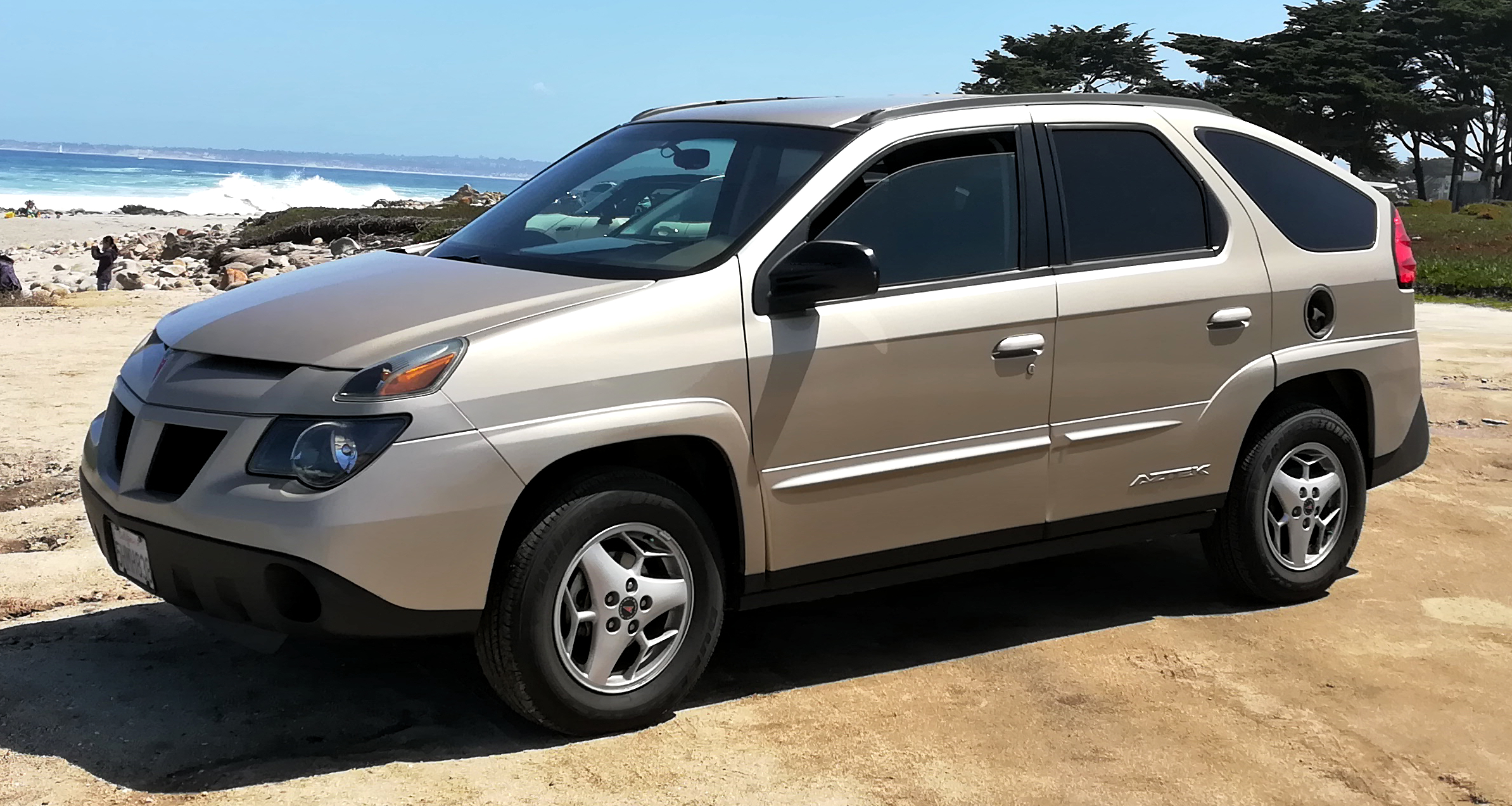
Pontiac Aztek, la voiture de Walter White.

Walter « Walt » White
Walter est un professeur de chimie surqualifié de 50 ans au troisième stade d'un cancer du poumon dont le traitement coûte trop cher pour sa couverture sociale ou les économies de son couple. Pour assurer une vie confortable à sa famille après sa mort, il décide d'utiliser ses connaissances en chimie pour produire de la méthamphétamine et la revendre sous le pseudonyme de Heisenberg (en hommage au physicien allemand) avec l'aide de Jesse Pinkman, un de ses anciens élèves.
Skyler White
Skyler est l'épouse de Walter avec qui elle a un fils Walter Jr. Elle est enceinte d'une fille, qu'ils prénommeront Holly. Femme au foyer au début de la série, elle reprend son ancien travail de comptable afin de payer le traitement de Walt. Elle se rend compte que son mari a des secrets et découvre des sommes d'argent d'origine inconnue dissimulées chez eux. Elle décidera de le quitter après son accouchement.
Jesse Pinkman
Jesse est le partenaire de Walter White, qui a été son professeur de chimie au lycée. Il est issu d'une famille aisée, dont il a été exclu en raison de sa toxicomanie. Ses parents le mettent à la porte de la maison de sa tante où il vivait. Il emménage ensuite à côté d'une ancienne toxicomane, Jane, dont il tombe amoureux. Puis il revient dans la maison de sa tante qu'il a pu acheter avec l'argent du trafic.
Hank Schrader
Hank est l'époux de Marie, la sœur de Skyler. Agent de la DEA, il enquête sur un nouveau producteur de « meth » dans la région, sans savoir qu'il s'agit de son beau-frère Walt. Si Hank s'affiche comme grossier et brutal, il est plus sensible qu'il ne le laisse paraître. Il est aussi fabricant de bière artisanale et collectionneur de minéraux.
Marie Schrader
Marie, sœur de Skyler, elle travaille dans un hôpital. Elle adore le violet, couleur dont elle s'habille et décore toute sa maison. Elle est kleptomane.
Walter White Jr.
Fils de Walter et de Skyler, il a une infirmité motrice cérébrale, entraînant des difficultés d'élocution et de motricité : il marche avec des béquilles.
Saul Goodman
Saul Goodman, de son vrai nom James Morgan McGill, est un avocat corrompu qui s'associe avec Walter et Jesse, d'abord pour les aider à sortir l'un de leurs dealers de prison, puis dans la distribution de leur produit et le blanchiment de leur argent. Il est originaire de Cicero, ville frontière de Chicago. Auparavant, il était employé de HHM, cabinet d’avocats de renom fondé par son frère : la série Better Call Saul raconte l'origine de ce personnage.
Gustavo « Gus » Fring
Chilien dont on ignore le parcours, Gustavo est le « grand patron » de tout le marché de la « meth  » au nord de la frontière mexicaine, sous la couverture de directeur de la chaîne de restaurants « Los pollos hermanos ». Il est méticuleux, contrairement au Mexicain Tuco Salamanca, personnalité violente et incontrôlable. Il respecte le sang froid et la minutie de Walter, et lui confie toute sa production de meth, avant d'entrer en conflit avec lui.
Mike Ehrmantraut
Ancien policier de Philadelphie, à son compte après la mort de son fils, Matthew, abattu par des collègues corrompus, Mike est l'homme à tout faire de Gustavo Fring. Taciturne et pragmatique, il ne se laisse jamais déstabiliser. Il adore sa petite-fille Kaylee.
Steven « Steve » Gomez
Agent de la DEA, Steven Gomez fait toujours équipe avec Hank lors de leurs missions et perquisitions. Il remplace Hank à El Paso, lorsque ce dernier revient à Albuquerque.
Brandon « Badger » Mahyew
Badger est le plus excentrique des trois amis de longue date de Jesse.
Skinny Pete
Skinny Pete est un ami de longue date de Jesse. Il le présente à Tuco Salamanca, avec qui il partageait sa cellule en prison. C'est probablement la personne la plus proche de Jesse.
Christian « Combo » Ortega
Combo est avec Badger et Skinny Pete, le troisième ami de longue date de Jesse. C’est lui qui fournit le camping-car, volé à sa propre mère, qui servira de premier laboratoire au duo. Il est abattu par un jeune garçon travaillant pour les membres d'un gang local, alors qu'il distribuait de la drogue sur leur autre territoire pour le compte de Jesse.
Todd Alquist
Todd Alquist est un employé du service d'extermination « Vamonos Pest » qui aide Jesse Pinkman et Walter White à installer leur labo provisoire. Il deviendra l'assistant de ce dernier dans la production de méthamphétamine.
Jack Welker
Jack Welker, surnommé "Oncle Jack" par son neveu Todd, est le chef du gang de suprémacistes blancs d'Albuquerque. C'est un homme au visage dur, qui porte un cache-poussière noir et de nombreux tatouages qui affichent son appartenance au gang. Il a une longue expérience de criminel et possède un réseau de prisonniers dans les prisons de l'État, auquel il fera appel à la demande de Walt.
Kenny
Kenny est le lieutenant de Jack Welker. Il est aussi cruel que le reste du gang, prenant un malin plaisir à torturer Jesse.

## Accueil

### Audiences

#### Aux États-Unis
| Saison | Diffusion originale                        | Audiences (en millions) | Audiences (en millions) | Audiences (en millions) |
| Saison | Diffusion originale                        | Premier épisode         | Dernier épisode         | Moyenne                 |
| ------ | ------------------------------------------ | ----------------------- | ----------------------- | ----------------------- |
| 1      | 20 janvier – 9 mars 2008                   | 1,4                     | 1,5                     | 1,2                     |
| 2      | 8 mars – 31 mai 2009                       | 1,66                    | 1,5                     | 1,3                     |
| 3      | 21 mars – 13 mai 2010                      | 1,95                    | 1,56                    | 1,5                     |
| 4      | 17 juillet – 9 octobre 2011                | 2,58                    | 1,9                     | 1,9                     |
| 5      | 15 juillet – 2 septembre 2012 (1re partie) | 2,93                    | 2,78                    | 2,6                     |
| 5      | 11 août – 29 septembre 2013 (2e partie)    | 5,92                    | 10,28                   | 6,3                     |

#### Dans les pays francophones
En France, la première diffusion en clair sur Arte des 8 épisodes de la deuxième partie de la saison 5 du 8 au 29 janvier 2015 (en seconde partie de soirée) a attiré en moyenne 145 000 téléspectateurs par épisode.

### Accueil critique
La réception critique des différentes saisons est très positive,,,,, Breaking Bad étant considérée comme l'une des meilleures séries télévisées américaines,,,.

#### Aux États-Unis
| Saison | Metacritic (%) | Rotten Tomatoes (%) |
| ------ | -------------- | ------------------- |
| 1      | 73             | 78                  |
| 2      | 84             | 100                 |
| 3      | 89             | 100                 |
| 4      | 96             | 100                 |
| 5      | 99             | 100                 |

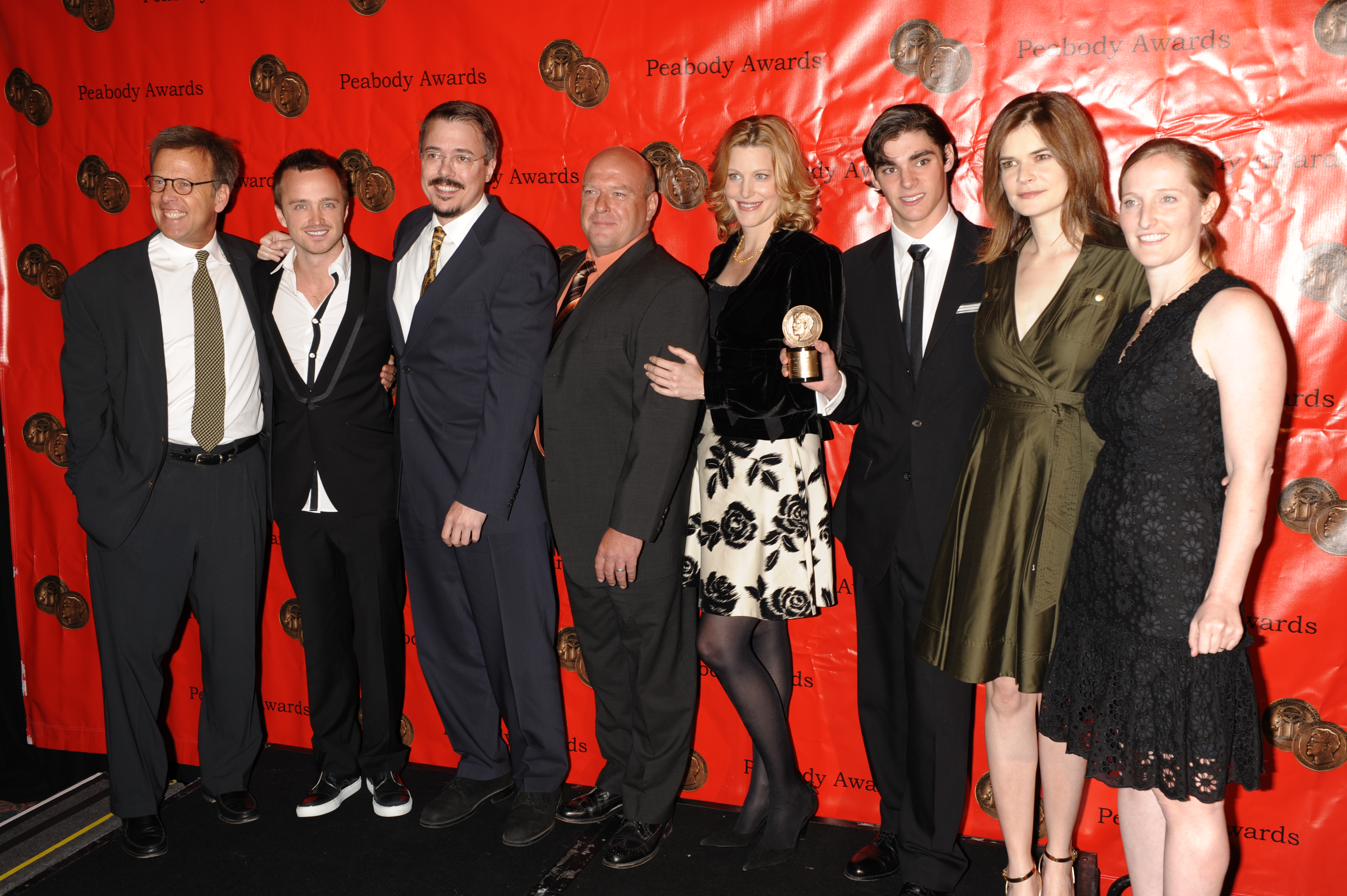
L'équipe de la série aux Peabody Awards, pour la première saison, en mai 2009.

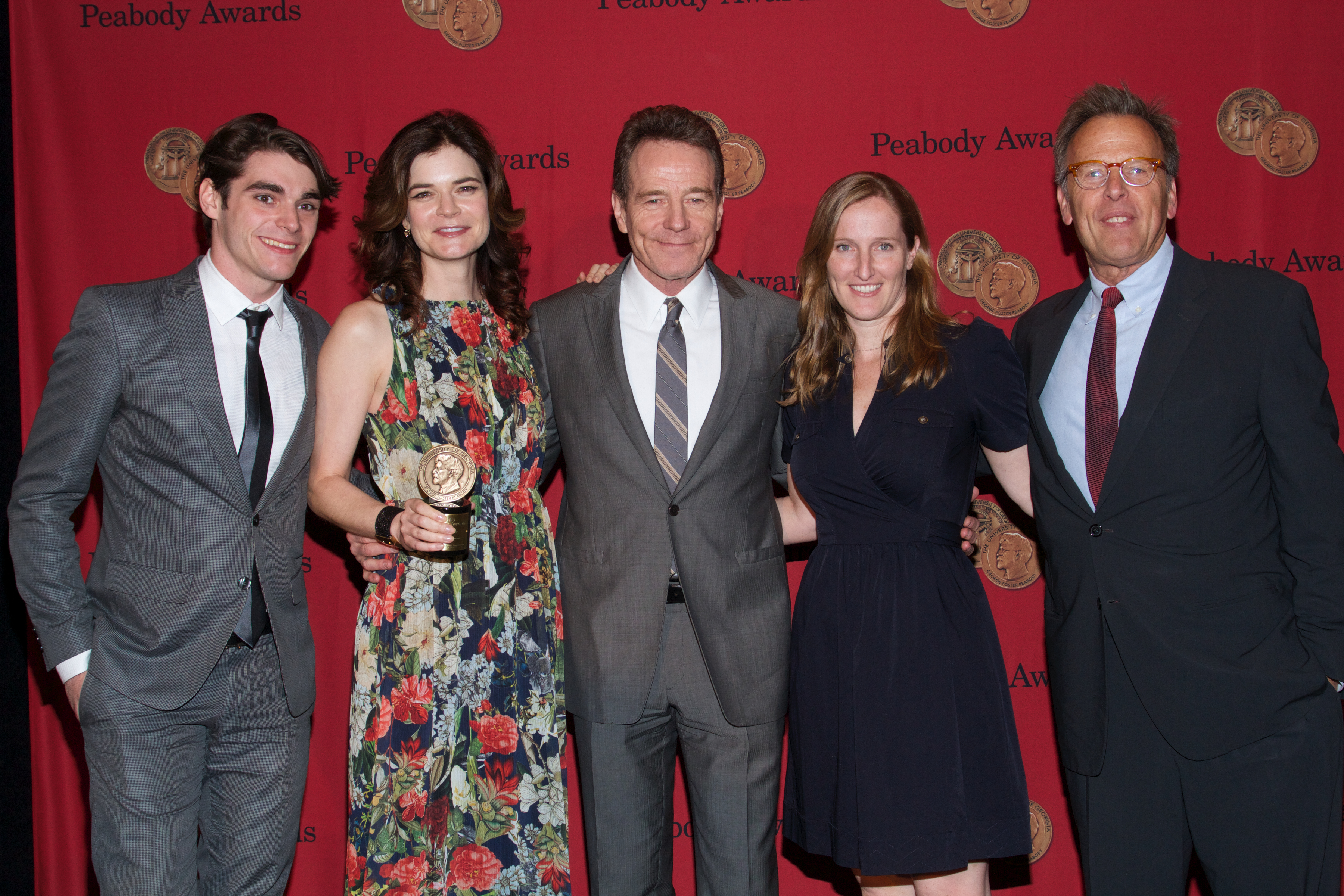
Et pour la dernière saison, en mai 2014.

Pour Rotten Tomatoes, qui agrège 45 avis professionnels sur la saison 5, le consensus critique est : « La dernière saison de Breaking Bad confirme son statut de l'une des plus grandes séries de télévision, propulsant son récit vers une conclusion explosive avec une réalisation forte et un scénario solide. »

#### En France
Pour Télérama le tour de force de Breaking Bad c'est de « prendre un brave type, un loser touchant, et en faire un monstre. Le rendre attachant avant de s'appliquer, patiemment, à nous le faire détester. » Pour Les Inrocks, « la création de Vince Gilligan restera la grande série charnière des années 2000-2010. » Pour le Nouvelobs, la série est « sombre, lumineuse, extravagante, poignante... Avec un culot fou, les scénaristes transgressent tous les codes et parviennent à surprendre lorsque l'on croit avoir tout vu, tout vécu. »

### Distinctions
La série a gagné plusieurs récompenses et nominations. Elle gagne douze Primetime Emmy Awards et a été nommée trois fois pour le prix de la meilleure série dramatique. Bryan Cranston qui interprète le rôle de Walter White a été récompensé par le Primetime Emmy Award du meilleur acteur dans une série télévisée dramatique trois fois consécutives en 2008, 2009 et 2010 ainsi qu'en 2014 . Cranston a aussi gagné le TCA Award de la meilleure interprétation dans une série dramatique et le Saturn Award du meilleur acteur de télévision en 2012 et 2013. Aaron Paul qui joue le personnage de Jesse Pinkman gagne le Primetime Emmy Award du meilleur acteur dans un second rôle dans une série télévisée dramatique en 2010, 2012 et 2014. Paul a été récompensé aussi par le Saturn Award du meilleur acteur de télévision dans un second rôle en 2010 et 2012. Pour son rôle dans la quatrième saison, l'acteur Giancarlo Esposito gagne le Critics' Choice Television Award du meilleur acteur dans un second rôle dans une série télévisée dramatique. En 2010 et 2012, Breaking Bad gagne le TCA Award de la meilleure série télévisée dramatique. En 2009 et 2010 la série a été récompensée par le Satellite Award de la meilleure série télévisée dramatique et en 2010, 2011 et 2012 par le Saturn Award de la meilleure série diffusée sur le câble ou en syndication. Au total, la série a été nommée pour 226 récompenses et en a gagné 83.

## Produits dérivés

### Sorties DVD et disque Blu-ray
| Intitulé du coffret                      | Nombre d'épisodes | Sortie                       | Sortie                       | Sortie                  | Sortie                  | Nombre de disques | Nombre de disques | Éditeur       |
| Intitulé du coffret                      | Nombre d'épisodes | Zone 1 (dont les États-Unis) | Zone 1 (dont les États-Unis) | Zone 2 (dont la France) | Zone 2 (dont la France) | Nombre de disques | Nombre de disques | Éditeur       |
| Intitulé du coffret                      | Nombre d'épisodes | DVD                          | Blu-ray                      | DVD                     | Blu-ray                 | Nombre de disques | Nombre de disques | Éditeur       |
| ---------------------------------------- | ----------------- | ---------------------------- | ---------------------------- | ----------------------- | ----------------------- | ----------------- | ----------------- | ------------- |
| Breaking Bad - Saison 1                  | 7                 | 24 février 2009              | 16 mars 2010                 | 19 janvier 2011         | 17 octobre 2012         | 3                 | 2                 | Sony Pictures |
| Breaking Bad - Saison 2                  | 13                | 16 mars 2010                 | 16 mars 2010                 | 19 janvier 2011         | 17 octobre 2012         | 4                 | 3                 | Sony Pictures |
| Breaking Bad - Saison 3                  | 13                | 7 juin 2011                  | 7 juin 2011                  | 7 décembre 2011         | 17 octobre 2012         | 4                 | 3                 | Sony Pictures |
| Breaking Bad - Saison 4                  | 13                | 5 juin 2012                  | 5 juin 2012                  | 19 décembre 2012        | 5 juin 2013             | 4                 | 3                 | Sony Pictures |
| Breaking Bad - Saison 5, première partie | 8                 | 4 juin 2013                  | 4 juin 2013                  | 5 juin 2013             | 5 juin 2013             | 3                 | 2                 | Sony Pictures |
| Breaking Bad - Saison 5, deuxième partie | 8                 | 26 novembre 2013             | 26 novembre 2013             | 13 janvier 2014         | 13 janvier 2014         | 3                 | 2                 | Sony Pictures |

## Autour de la série
Un restaurant Los Pollos Hermanos a ouvert à New York en mars 2017.
De vrais agents des stupéfiants étaient présents lors de la perquisition chez Emilio Koyama lors du premier épisode.

### Série dérivée
Le 11 septembre 2013, AMC a annoncé la production d'une série dérivée, intitulée Better Call Saul et basée sur le personnage de Saul Goodman, interprété par Bob Odenkirk.

### Film
Le 11 octobre 2019 sort El Camino sur Netflix, film dérivé de la série Breaking Bad. Le scénario repose sur la cavale de Jesse Pinkman (Aaron Paul) après le dernier épisode de la série.

### Adaptation latino-américaine
En mars 2013, Sony a développé une adaptation pour l'Amérique latine sous le titre Metástasis mettant en vedette Diego Trujillo (en) dans le rôle de Walter Blanco (Walter White), Roberto Urbina (es) dans le rôle de José Miguel Rosas (Jesse Pinkman), Sandra Reyes (es) dans le rôle de Cielo Blanco (Skyler White) et Julián Arango (en) dans le rôle de Henry Navarro (Hank Schrader), où l'action se déroule en Colombie. Le pilote a été diffusé le 8 juin 2014 en simultané sur les réseaux américains de langue espagnole Univision, Galavisión et UniMás, et a réuni collectivement 3,4 millions de téléspectateurs.

### Hommages à cette série
- Dans le film d'animation Zootopie créé par le studio Disney, un animal présent dans un laboratoire est vêtu d'une blouse jaune et fabrique une substance de couleur bleue. Ses deux coéquipiers se nomment Jessie et Walter.
- Dans la série Malcolm, une séquence a été tournée pour l'intégrale de la série où Hal (qui est joué par Bryan Cranston, l'acteur de Walter White), le père de Malcolm, se réveille en sursaut avant de raconter à son épouse Loïs le cauchemar qu'il vient de faire : il était devenu un trafiquant de drogue.
- Dans la série The Walking Dead, de nombreuses références à la série sont présentes, notamment un sac de méthamphétamine bleue que Daryl trouve, ainsi que la voiture de Glenn saison 1 et la machine à café dans la saison 5 qui est la même que dans la série[62].
- Le Walter's est un café qui a ouvert ses portes à Istanbul le 29 mars 2015. Il s'inspire de la série et les gérants portent des combinaisons jaunes similaires à la série[63].
- Dans la mission Chantier Naval du jeu vidéo Payday 2, les protagonistes peuvent découvrir un container sur le bateau dans lequel se trouve un labo mobile de méthamphétamine avec un corps en combinaison jaune à l'intérieur, ils peuvent également en fabriquer de couleur bleue à l'aide de produits présents dans la carte pour récolter plus d'argent.
- Dans le film Dumb and Dumber De, un laboratoire pour fabriquer de la méthamphétamine est installé dans l'appartement de Harry. Une personne habillée comme Walter White est en train d'en fabriquer.
- Dans le jeu vidéo GTA Online, le joueur peut acheter un laboratoire de méthamphétamine pour étendre son empire à San Andreas ; l'intérieur ressemble à celui de Gus Fring et les techniciens manipulent un produit bleu ressemblant à la drogue de Walt et Jesse. Une mouche est également présente dans le laboratoire (rappelant l'épisode La Mouche).
- Dans le jeu vidéo Cyberpunk 2077, il y a une pizza sur un toit qui fait référence à Walter White qui envoie une pizza sur son toit de maison dans l’épisode 2 de la saison 3[64].

### Article annexe
- Psychotrope au cinéma et à la télévision